# تيكين ماستر
سيد هاشم أحمد ، المعروف باسم تيكن ماستر (بالعربية: سيد هاشم أحمد) ، هو لاعب محترف في الرياضات الإلكترونية. يعود الفضل إليه إلى حد كبير في نشر الرياضات الإلكترونية في الخليج العربي.
أشتهر هاشم أيضاً بتقدير ملك البحرين حمد بن عيسى آل خليفة بعد فوزه في بطولة البرازيل للألعاب لمورتال كومبات 11 في عام 2019.
كما اشتهر أيضاً بحصوله على وسام "الأفضل في الشرق الأوسط". من قبل أقرانه في بطولة الشرق الأوسط Tekken Tag Tournament 2 في دُبي.
هاشم، تحت اسم Tekken Master، هو حالياً تحت رعاية ودعم NASR ESPORTS.

## السنوات المبكرة
سيد، أو هاشم، هو الأصغر من بين أربعة أخوة له، بدأ ممارسة ألعاب الفيديو عندما كان في السادسة من عمره. أظهر اهتمامًا بألعاب القتال في وقت مبكر، مستوحىٍ من إخوته الأكبر سناً.

## المهنة الإحترافية
مسيرة هاشم الاحترافية بدأت في عام 2010 عندما فاز ببطولة 2v2 Tekken 6 في الكويت.
في عام 2012، نال لقب "الأفضل في الشرق الأوسط"  في بطولة الشرق الأوسط Tekken Tag Tournament 2 في دبي. ذلك سمح له بعدها بالدخول إلى كأس العالم للرياضات الإلكترونية 2012 Tekken Tag Tournament 2 في فرنسا.
في عام 2015 فاز بكأس الشرق الأوسط PLG Mortal Kombat . في نفس العام، كان أول لاعب عربي يشارك في نهائيات Mortal Kombat X الأوروبية في باريس حيث أحتل المركز الثاني. بعدها حصل هاشم على حق الدخول من قبل Power League Gaming PLG للمشاركة في Evo 2016 [بحاجة لمصدر]، حيث أحتل المركز الثاني بعد خسارته أمام سونيك فوكس, مبارته تلك كانت عامل كبير في زيادة شعبيته، حيث أنه كان اللاعب الوحيد الذي أستطاع الفوز بعدة مباريات ضد سونيك فوكس في ذلك الحدث.
في عام 2017، شارك هاشم في العديد من بطولات Injustice 2 وحصل على المركز الثالث في بطولة Eleague Injustice 2 العالمية.
في عام 2018 ، شارك في مجموعة متنوعة من البطولات، بما في ذلك Viennality 2018 و Tekken 7 و Injustice 2 .[بحاجة لمصدر]
في عام 2019 حصل هاشم على المركز الأول بمعرض البرازيل للألعاب 2019 مورتال كومبات 11. بعد إنتصاره هناك، كُرم هاشم من قبل ملك البحرين. ثم احتل هاشم المرتبة الثالثة في قائمة المتصدرين الشاملة لسلسلة Mortal Kombat Pro لعام 2019.
في عام 2020 ، فاز هاشم في حدث WePlay Dragon Temple للعبة مورتال كومبات ١١ في كييف. في عام 2021 ، واصل هاشم الفوز ودافع عن لقبه في حدث WePlay Dragon Temple الموسم الثاني، لكنه للأسف خسر في النهائي الكبير ليحتل المركز الثاني. في عام 2021 في نهائيات مسابقة Mortal Kombat Pro عبر الإنترنت ، احتل المركز الأول، بفوزه على vWsym في النهائيات الكبرى. تمت دعوة هاشم أيضًا إلى المملكة العربية السعودية للمشاركة في بطولة Mortal Kombat 11، المسماة Rush، في أكتوبر 2021 وحصل على المركز الأول.
في عام 2023، هاشم حصل على المركز الأول في بطولة ي-ف-ا (UFA) في لعبة مورتال كومبات ١ 
في يناير 2024، هاشم فاز في بطولة تصفيات الشرق الأوسط للعبة مورتال كومبات ١.  و في فبراير، فاز في التصفيات الثانية. 
في مارس، حصل على المركز الثاني في التصفيات الثالثة. وفي أبريل، حصل على المركز الثاني أيضاً في التصفيات الرابعة والأخيرة. 
في مارس 2024، حصل هاشم على المركز الثالث في دوري القتال السعودي الموسم الثاني للعبة تيككن 8. 
في أبريل 2024، هاشم سافر إلى اليابان ليشارك في إيفو اليابان لعام 2024، ليحصل على المركز الثالث من أكثر من 1200+ مشارك. 